# Tamopsis jongi
Tamopsis jongi là một loài nhện trong họ Hersiliidae. T. jongi được miêu tả năm 1995 bởi Martin Baehr & Barbara Baehr.